# 盖孜河

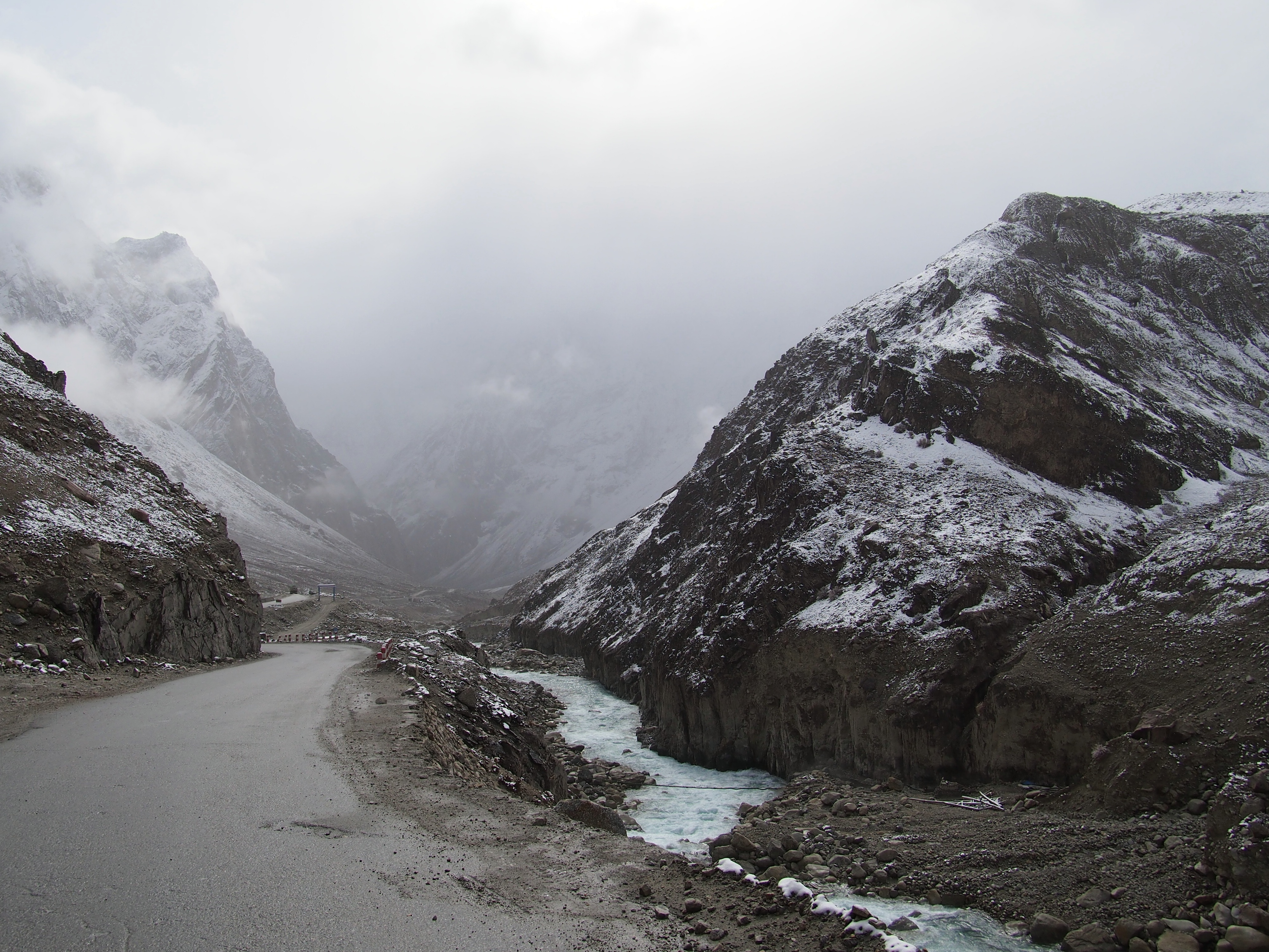
盖孜河

盖孜河是中华人民共和国新疆维吾尔自治区西南部喀什噶尔河水系的第二大河，由木吉河（木孜苏）、康西瓦河（Kangxiwar River，又名雅玛亚河、喀拉库勒河）于布仑口汇合而成，在出山口处接纳了奥依他克河。在吐木秀克渠首出山口，供应疏勒灌区、岳普湖灌区的140万亩耕地农业用水。该河全长374km，其中山口以上山区河长184千米，集水面积约17460平方千米，年均径流量约为13.78亿立方米。布仑口水文站多年实测平均年径流量5.62亿立方米。从布仑口至出山口的中游干流长78千米，高程3270米至1650米。根据克勒克水文站测定，该河夏季富水期径流量占全年的60.9%，冬季枯水期径流量占全年的6.3%。
盖孜河洪水一直威胁着中巴公路的通畅与下游喀什市的安全。1999年8月2日，洪峰流量311m3/s，为实测最高纪录，造成喀什地区经济损失7亿元。推断历史最大洪水10103/s。
盖孜河流域中游河段“1库5级”梯级水电站项目位于新疆克孜勒苏柯尔克孜自治州阿克陶县。包括布仑口水库及公格尔水电站、盖孜水电站、托尕依水电站、乌依塔克水电站和土木秀克水电站，充分利用布仑口水库对下游各发电站的联合调节，总装机容量62万千瓦，年发电量23亿千瓦时，总投资约50亿元。2009年，由广西水电集团对口援疆，投资建设盖孜河“1库5级”梯级水电开发。建成后，将使盖孜河流域的水资源得到有效控制和调配，保证流域内的农林牧业灌溉用水，缓解喀克电网紧张状况，减少洪水对下游地区的危害。
1. 公格尔水电站将安装4台发电机组，装机容量200MW，平均年发电量6.73亿千瓦时，项目总投资22亿。
2. 盖孜电站装机容量15万千瓦，直接接公格尔水电站尾水，多年平均年发电量5.69亿千瓦时，估算投资8.7096亿元；厂房断面多年平均年径流量9．11亿m3，布仑口水库坝址至盖孜水电站厂房断面区间多年平均年汇入径流量3．48亿m3，区间汇入径流量较大。
3. 托尕依电站装机容量14万千瓦，多年平均年发电量5.31亿千瓦时，估算投资8.129亿元；
4. 乌依塔克电站装机容量7.5万千瓦，多年平均年发电量2.84亿千瓦时，估算投资4.354亿元；
5. 吐木秀克水电站机容量5.5万千瓦，多年平均年发电量2.09亿千瓦时，估算投资3.1935亿元。